# The God Machine (Blind-Guardian-Album)
The God Machine ist das elfte Studioalbum der Metal-Band Blind Guardian. Es erschien am 2. September 2022.

## Entstehung und Artwork
Entstehung
Anfang August 2020 beteiligten sich Blind Guardian an einem Livestream der Wacken-Macher und spielten dabei auch das neue Stück Violent Shadows, welches Teil des für Herbst 2021 geplanten neuen Studioalbums sein sollte. Im Juni 2021 berichtete Sänger Hansi Kürsch gegenüber dem griechischen Fachmagazin Rock Hard über die musikalische Ausrichtung des kommenden, zum damaligen Zeitpunkt noch nicht offiziell betitelten Albums. Es solle das „intensivste Album“ seit langer Zeit werden, einer Achterbahnfahrt gleichen und im bandtypischen Sinn „gerade heraus“ sein. Anfang November 2021 wurde als erste offizielle digitale Auskopplung sowie physische Single das Lied Deliver Us from Evil für eine Veröffentlichung am 3. Dezember angekündigt. Dabei hieß es auch, dass das Album nun für September 2022 geplant sei.
Mitte März 2022 folgte mit Secrets of the American Gods die zweite digitale Single bzw. Videoauskopplung zu dem Album. Gefilmt wurde das Video während der Aufnahmen zum Album, die zwischen März 2020 und 2021 in den Twilight Hall Studios stattfanden. Den Bass spielte dabei noch Barend Courbois statt Johan van Stratum ein. Gut zwei Monate später im Mai teilte die Band mit, dass das Album The God Machine heißen werde, eine Laufzeit von rund 51 Minuten habe und welche Titel die neun Stücke tragen sollen.
Kurz darauf erschien mit Blood of the Elves das dritte Vorabvideo zum Album. Nach Angaben der Band wurde der Song inspiriert von der Computerspielreihe The Witcher, die auf der Geralt-Saga des polnischen Fantasy-Autors Andrzej Sapkowski basiert. Verantwortlich für das Video zeichnete Dirk Behlau. Als vierte Single erschien Ende Juli das bereits seit Sommer 2020 bekannte Stück Violent Shadows.
Artwork
Das überwiegend in Grau und Rot gehaltene Cover wurde vom Metal Hammer als „futuristisch“ beschrieben. Gestaltet wurde es von Peter Mohrbacher und trägt den Titel Gadreel, Angel of War. Das ebenfalls in Grau gehaltene Bandlogo ist oben mittig platziert, darunter in Versalien der Titel des Albums.

## Titelliste
| Nr.          | Titel                        | Länge |
| ------------ | ---------------------------- | ----- |
| 1.           | Deliver Us from Evil         | 5:22  |
| 2.           | Damnation                    | 5:21  |
| 3.           | Secrets of the American Gods | 7:29  |
| 4.           | Violent Shadows              | 4:18  |
| 5.           | Life Beyond the Spheres      | 6:03  |
| 6.           | Architects of Doom           | 6:21  |
| 7.           | Let It Be No More            | 4:49  |
| 8.           | Blood of the Elves           | 4:38  |
| 9.           | Destiny                      | 6:47  |
| Gesamtlänge: | Gesamtlänge:                 | 51:03 |

## Rezeption

### Rezensionen
In der Woche vor der Veröffentlichung erschienen online die ersten Rezensionen zu dem Album. In der September-Ausgabe des Metal Hammer wurde das Album zum Sieger des Soundchecks, sprich zum Album des Monats, gekürt. In seiner Besprechung konstatierte Sebastian Kessler, dass das Album „also das Beste aus allen Blind Guardian-Welten“ vereine und die Band „zu Recht ihren sechsten Soundcheck-Sieg in Folge“ einstreiche.
Bei Metal.de hieß es, dass das Album „auch das Zeug dazu“ habe, „Fans der jüngeren Generation und alte Fans der 90er-Alben bis „Imaginations From The Other Side“ gleichermaßen miteinander zu versöhnen“. Kritisiert wurde die Produktion von Charlie Bauerfeind, die „mal wieder etwas steril“ geraten sei.
Bei Musikreviews.de gab es 12 von 15 Punkten.

### Charts und Chartplatzierungen
The God Machine stieg am 9. September 2022 auf Platz zwei in die deutschen Albumcharts ein und musste sich nur Perspektiven von Roland Kaiser geschlagen geben. In den Ö3 Austria Top 40 erreichte das Album Rang sechs und in der Schweizer Hitparade Position fünf.
| ChartsChartplatzierungen | Höchstplatzierung | Wochen |
| ------------------------ | ----------------- | ------ |
| Deutschland (GfK)        | 2 (7 Wo.)         | 7      |
| Österreich (Ö3)          | 6 (2 Wo.)         | 2      |
| Schweiz (IFPI)           | 5 (3 Wo.)         | 3      |